# Richard Cromwell
Richard Cromwell (4. říjen 1626 – 12. červenec 1712) byl třetím synem Olivera Cromwella a byl druhým lordem protektorem Anglie, Skotska a Irska. V úřadu ale působil pouze devět měsíců v období 3. září 1658 – 25. květen 1659.

## Mládí
Richard se narodil v Huntingdonu 4. října 1626 jako třetí syn Olivera Cromwella a jeho ženy Alžběty. O jeho dětství existuje jen málo informací. Zdá se, že navštěvoval školu ve Felsted v Essexu, ale neexistují žádné záznamy o tom, že by navštěvoval univerzitu. V květnu 1647 se stal členem Lincoln's Inn. Možná také ve 40. létech sloužil jako kapitán v osobní stráži Thomase Fairfaxe. Roku 1649 se oženil s Dorotou Maijorovou, dcerou
Richarda Maijora, příslušníka hampshirské šlechty. Poté se přestěhovali na panství v Hursley a měli spolu devět dětí, z nichž se dospělosti dožily čtyři. Richard se stal smírčím soudcem pro Hampshire.

## Politik
Roku 1653, kdy byl svolán parlament (Barebones Parliament), nebyl Richard jmenován jeho členem (zatímco jeho bratr Jindřich ano). Když se jeho otec stal lordem protektorem, jemu nebyla svěřena žádná veřejná funkce, i když byl poslancem prvního i druhého protektorátního parlamentu. Podle protektorátní ústavy měl Oliver Cromwell právo jmenovat svého nástupce a od roku 1657 zapojoval Richarda více do veřejného života. Účastnil se druhého jmenování svého otce do funkce lorda protektora, v červnu byl jmenován kancléřem Oxfordské univerzity a v prosinci se stal členem státní rady.

## Lord protektor
Oliver Cromwell zemřel 3. září 1658 a Richardovi bylo oznámeno, že se má stát jeho nástupcem tentýž den. Existují jisté nejasnosti o jeho nástupnictví. Dopis Johna Thurloe uvádí, že Oliver navrhl Richarda za svého nástupce ústně 30. srpna, ale jiné prameny uvádí, že svého nástupce nejmenoval, nebo že jím měl být jeho zeť Karel Fleetwood.
Richard musel řešit dva problémy. Prvním byla armáda a jeho pozice jako jejího velitele, když sám neměl žádné vojenské zkušenosti. Druhým byl státní dluh ve výši 2 miliónů liber. Na základě doporučení své tajné rady se Richard rozhodl, aby mohl řešit svízelnou situaci státních financí, svolat na 29. listopad 1658 parlament. Systém volby poslanců do tohoto parlamentu nedovoloval vládě ovlivnit jeho složení. Výsledkem bylo složení, ve kterém dominovali presbyteriáni, roajalisté a jen malá část zastánců republiky. Bylo obnoveno i jednání druhé komory parlamentu. Republikáni tuto situaci kritizovali, protože obnovení druhé komory parlamentu, která představovala původní Sněmovnu lordů pouze s jiným názvem, pro ně představovalo porušení cílů, pro které byla vybojována občanská válka a návrat k předchozí situaci kdy existoval král a dvě sněmovny parlamentu.
V tutéž dobu se mezi důstojníky armády rozšířila obava, že se vláda nebude zabývat jejich situací. To že Richard neměl žádné vojenské zkušenosti, rozčilovalo vojáky, kteří bojovali v bitvách občanské války. Zdálo se jim, že nový parlament nemá žádnou úctu vůči armádě. Obávali se, že parlament sníží početní stavy vojáků a část oddílů rozpustí. V dubnu se sešla rada generálů a vyslovila požadavek na zvýšení daní. Své požadavky vyjádřili v petici, kterou předali 6. dubna 1659 Richardovi Cromwellovi, který ji dva dny poté předal parlamentu.
Parlament se touto peticí nezabýval a místo toho obvinil Viléma Botelera, kterého vinil ze špatného zacházení s roajalistickými vězni v době, kdy byl hlavním velitelem pod Oliverem Cromwellem. Následovaly dvě rezoluce parlamentu, zakazující schůze vojenských důstojníků bez svolení obou komor parlamentu. Tento přímý útok na prestiž armády vedl k rozpuštění parlamentu a ztrátě pozice Richarda Cromwella. Když Richard odmítl nátlak armády, aby rozpustil parlament, obsadili vojáci St James's Palace. Richard nakonec jejich požadavku vyhověl a 22. dubna parlament rozpustil a 7. května bylo obnoveno jednání předchozího parlamentu (Rump Parliament). Následující období strávil Richard v domácím vězení. Poté, co 25. května parlament souhlasil uhradit dluhy a poskytnout penzi zaslal Richard formální dopis, ve kterém oznámil svou rezignaci na post lorda protektora.

## Pozdní období
V neklidném období ke konci roku se objevily spekulace, že Richardovi bylo nabídnuto, aby se vrátil do úřadu lorda protektora. V červnu Richard odcestoval do Francie. Cestoval po evropských královských dvorech. Roku 1680 nebo 1681 se vrátil do Anglie, bydlel ve Finchley v Middlesexu a využíval výnosu svého panství v Hursley. Zemřel 12. července 1712. I když vládl jen velmi krátce, je mezi „panovníky“ Anglie tím, který se dožil ve své době nejvyššího věku. Milník 86 let překonala až královna Alžběta II.